# The Calling (filme)
The Calling (Brasil: A Convocação / Portugal: Perseguição Perigosa) é um filme canadense de 2014, adaptado de um romance de mesmo nome do autor Michael Redhill. O filme é estrelado por Susan Sarandon e Topher Grace.

## Enredo
Em Fort Dundas, uma pacata cidade em Ontario, ocorre um crime barbáro em que Delia Chandler (uma idosa com doença terminal), é brutalmente assassinada. A policial Hazel, junto com a ajuda de Ray Green (Gil Bellows) (um velho colega de trabalho) e Ben Wingate (Topher Grace) (um policial jovem e novato), decidem investigar o assassino do crime que chocou a pequena cidade.

## Elenco
| Ator                  | Papel          |
| --------------------- | -------------- |
| Susan Sarandon        | Hazel Micallef |
| Topher Grace          | Ben Wingate    |
| Gil Bellows           | Ray Green      |
| Christopher Heyerdahl | Simon          |
| Ellen Burstyn         | Emily Micallef |
| Donald Sutherland     | Padre Prince   |